# 花旗银行（中国）

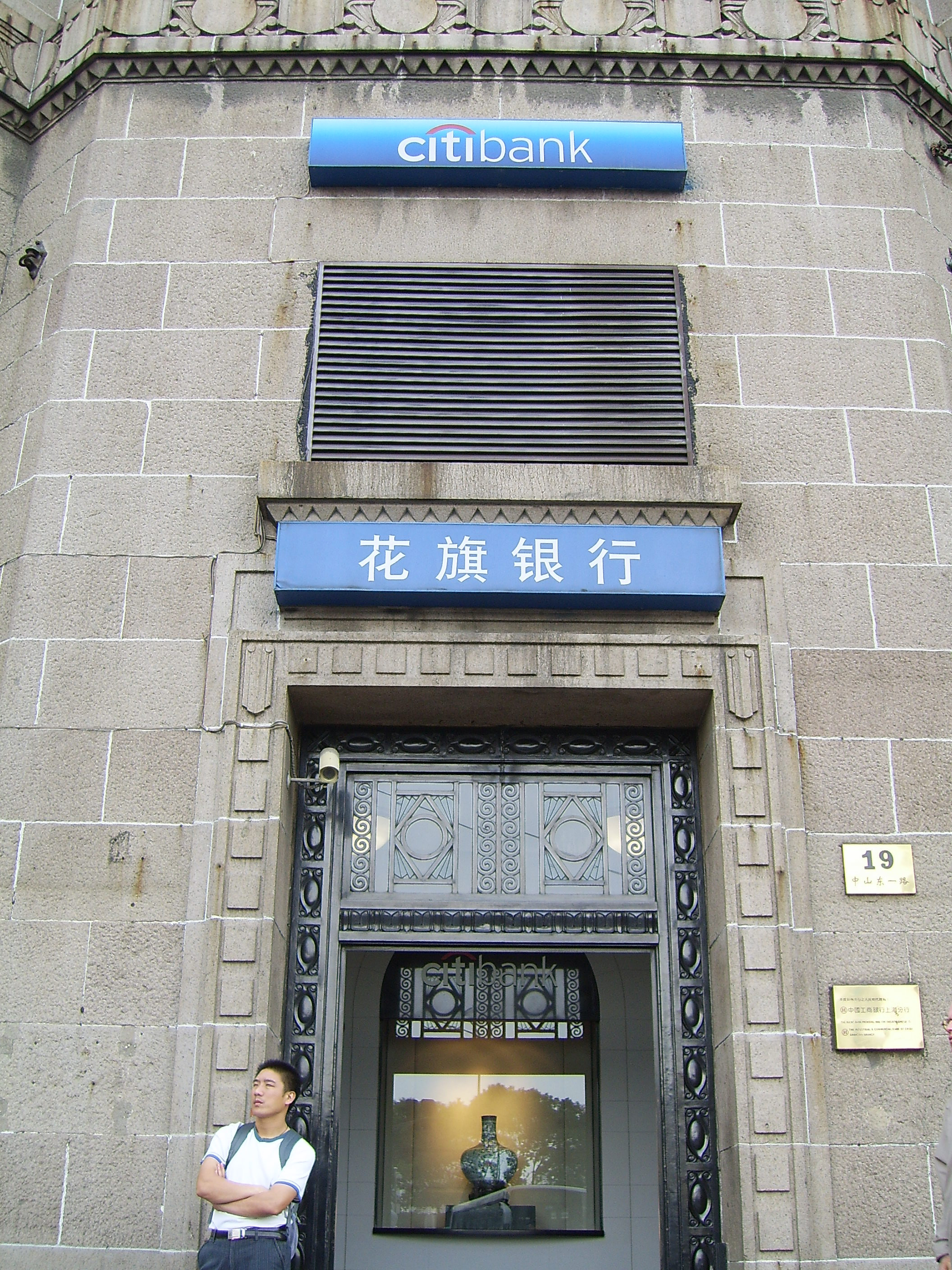
位于上海外滩沙逊大厦底层的花旗银行支行

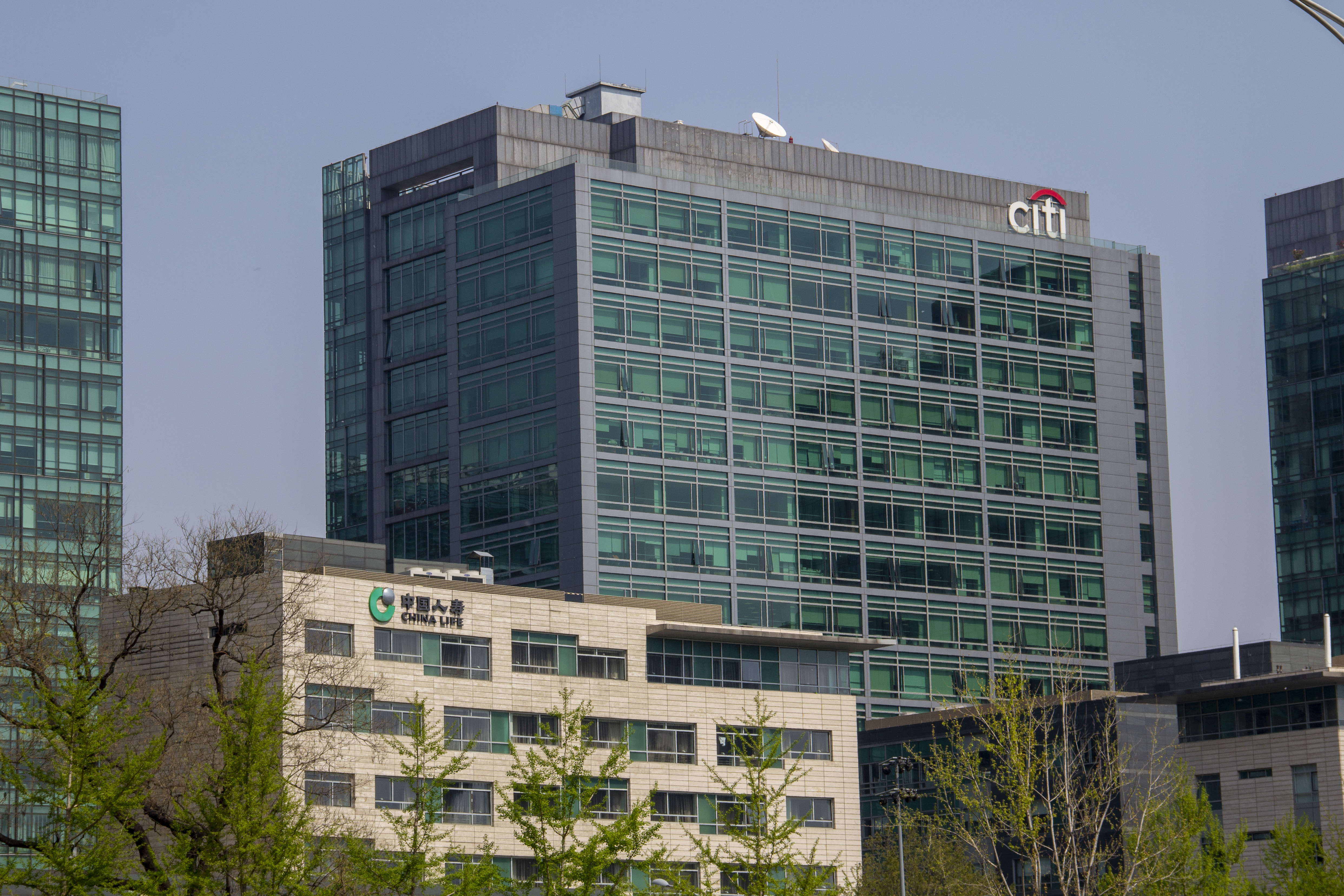
位于金融大街的花旗银行北京分行

花旗银行（中国）有限公司简称花旗中国，成立于2007年，由其母公司美国花旗银行有限公司全资拥有。目前，花旗中国在上海、北京、广州、深圳、成都、天津、杭州、大连、重庆、贵阳、南京和长沙等12个城市共设有25家银行网点。
2019年，花旗中国的营业收入达到人民币59.46亿元，净利润达到20.72亿人民币。2024年6月，汇丰中国完成收购花旗中國的零售銀行業務，而企业与机构客户不受影响。

## 历史

### 早期发展
花旗银行在中国历史悠久。该公司开始运作于1902年，至1930年成为全中国最重要的银行之一。作为首家在中国升起星条旗的美资银行，“花旗银行”因此而得名。然而，在文革期间，自1902年开办起来的14个分行被迫关闭。 
其后，1983年至1985年花旗银行先后在在深圳、北京和上海重新建立了办事处。并在1993年成为首家将中国区总部从香港迁至内地的国际性银行。花旗中国也在2002年成为第一家在中国提供人民币服务和对中国消费者提供银行服务的外资银行。

### 本地法人
2007年4月2日，花旗在中国正式成立本地法人银行——花旗银行（中国）有限公司，成为中国大陆首批注册外资银行。同年，其成为在中国提供全球基金投资服务的第一个银行。
2008年，在中国经济快速增长的情况下，花旗中国是次于东亚银行成为当地借记卡业务获得批准的第二个外资银行。同年在“亚洲货币”现金管理民意调查中成为该地区的最佳现金管理银行并获亚洲银行颁发 “卓越的客户体验奖”。
2010年，花旗中国在上海地铁人民广场站开设国内首家地铁系统全功能智能型零售银行网点。同年，其作为全球协调人和联合牵头人协助中国中化集团公司完成总值20亿美元的全球债券发行，这是迄今为止中国企业最大的海外债券发行。
2013年9月29日，花旗中国成为首批获准进驻新成立的上海自贸区的在华外资银行。该支行名称为花旗银行（中国）有限公司上海自由贸易试验区支行。

### 业务收缩
2021年4月，花旗集团在一份声明中表示，将退出包括中国大陆在内13个市场的零售银行业务，但将继续向机构客户提供服务。2022年12月，花旗中国宣布将逐步关闭个人业务，并将继续寻求单独出售中国大陆个人银行业务中的个体业务的可能性。
2023年4月，花旗中国宣布将于同年5月中下旬向富邦华一银行转让花旗中国的个人房产抵押贷款。
2023年10月，汇丰银行（中国）宣布收购花旗中国的个人财富管理业务（包括个人客户持有的账户、存款和相关理财产品，不包括保险产品），汇丰中国亦计划聘请花旗中国相关业务的员工。预计在2024年第二季度后期完成业务转让。
2024年1月，花旗中国宣布自2024年5月6日起，停止个人信用卡的交易功能，同时将逐步停止相关产品权益与服务。花旗中国亦与富邦华一达成协议，将向后者转让花旗中国个人信用卡还款服务停止后，仍未结清的信用卡分期还款余额或欠款款项。
2024年6月11日，汇丰中国完成收购花旗中国个人财富管理业务，同时超过300位原花旗中国相关员工加入汇丰中国。

## 产品与服务
花旗中国定期推出基于客户需要的产品。例如，在2008年北京奥运会期间，它提供一系列以满足游客的服务。最近，花旗中国推出了以支持退休人的需要而编制的终生年金产品。人民币借记卡，在中国及全世界的超过45各地中国客户可使用英航服务。花旗中国跟其他大部分银行一样还提供了银行账户，贷款，保险和财富管理计划等一般服务。
2012年2月，花旗银行正式宣布获中国银监会的正式批文，允许其在中国开展信用卡业务。根据该行发布的新闻稿称，其“具体业务内容包括个人卡和单位卡（商务卡），于2012年内正式发行”。花旗中国和其战略合作伙伴上海浦东发展银行已經达成共识，将由后者继续负责其始于2003年的信用卡业务，合作推出的联名信用卡已經停止新发行。
2024年4月，花旗集團擴大中國對企業金融業務。